# WinMX
WinMX è stato un programma peer-to-peer per il file sharing sviluppato da Frontcode Technologies tra il 2000 ed il 2005 per Microsoft Windows.

## Storia
Originariamente utilizzava un protocollo proprietario detto WinMX Peer Network Protocol (WPNP) sviluppato alla fine degli anni 1990 da Frontcode Technologies, ma nel maggio del 2001 passò al protocollo OpenNap. 
Dal 21 settembre 2005 il programma non fu più disponibile sul sito di Frontcode a causa della reazione della Recording Industry Association of America; la società ricevette infatti una lettera di diffida dalla RIAA che, sulla base della sentenza della Corte Suprema degli Stati Uniti in merito al caso Grokster vs MGM, poiché la Corte al riguardo aveva stabilito che chiunque sviluppi un software peer-to-peer allo scopo di far soldi sfruttando la popolarità del client e le violazioni di copyright fatte dai propri utenti grazie al proprio software è sia da ritenersi responsabile di tali violazioni e perseguibile per legge. La Frontcode fu quindi minacciata di affrontare una causa legale se non avesse immediatamente smesso di erogare il servizio, non essendo quindi conforme  alle direttive di tale provvedimento.
Dopo la fine dello sviluppo del software, diversi programmatori hanno realizzato delle patch per consentire l'utilizzo del programma, fra cui quella realizzata dal MxPieGroup oppure quella del WinMXGroup.

## Caratteristiche
WinMX permetteva di connettersi in due modalità:
- Primaria: WinMX quando utilizza la connessione primaria cerca di contattare dei server centrali gestiti dalla FrontCode (detti server Peer Cache) e recuperare l'indirizzo di altri computer connessi tramite Connessione Primaria sulla rete WPN, per connettersi alla rete. Il server Peer Cache cercherà nella lista delle sue connessioni primarie registrate che sono attualmente sulla rete WPN e risponde alla connessione Primaria che lo ha contattato fornendole un indirizzo a cui collegarsi.
- Secondaria: I server della PeerCache giocano un ruolo fondamentale anche per quanto riguarda la connessione secondaria di WinMX. Questa modalità è stata creata per gli utenti che viaggiano in internet con modem a 56 kbit/s o con la ISDN per connettersi anche loro alla rete appoggiandosi ad una connessione primaria. In tal modo saranno comunque possibili le ricerche anche se più lentamente.